# Nordre Brattholmen
Nordre Brattholmen est un récif norvégien dans le landskap Sunnhordland du comté de Vestland. Il appartient administrativement à Sveio.

## Géographie
Rocheuse et couverte d'une légère végétation, à fleur d'eau, il s'étend sur environ 224 m de longueur pour une largeur approximative de 101 m. 